# Национальный мультикультурный фестиваль
Национальный мультикультурный фестиваль (англ. National multicultural festival) — это открытый для всех фестиваль, который проводится каждый февраль в Канберре.
Впервые фестиваль культурного многообразия был проведён в 1981 году в качестве однодневного события на День Австралии, организованного советом общин.
Национальный мультикультурный фестиваль официально начал своё существование в Канберре в 1996. Изначально он представлял собой некую дань расширяющейся черте города, населённой молодыми семьями с корнями по всему земному шару, пик такого наплыва пришёлся на период с 1990 года и до начала нулевых, таким образом данное мероприятие объединяло более 170 национальностей. Фестиваль стал одни из самых успешных межнациональных мероприятий в Австралии. Фестиваль проводится в течение трёх дней каждый февраль.
Фестиваль проводится при поддержке Правительства и находится в ведении Commoup, Multicultural Affairs, и подразделения Правительственного управления общественных работ.

## История
В 1981 году, совет общин провёл первый Мультикультурный фестиваль, однодневный праздник для того, чтобы граждане отметили День Австралии. К 1988 году, фестиваль возрос до сорока палаток с международной кухней, музыкой и танцами. В том году это мероприятие проводилось в Гражданском конце Эйнсли-Авеню, вдоль лондонской трассы перед Сивич-Сквер, и также включало в себя парад во главе с китайскими танцующими львами.
В 1997, новообразованное управление по мультикультурным вопросам организовало первый недельный фестиваль в честь празднования австралийского культурного разнообразия. В 2010, фестиваль стал трёхдневным событием и до сих пор остаётся таковым.
В 2012 году, фестиваль установил рекорд, собрав 350 палаток. Фестиваль 2012 года также был первым где было разрешено использование кавы в культурных целях в качестве эксперимента. В 2013 году правительство провозгласило, что эксперимент с напитком кавы имел успех и теперь будут полностью сняты запреты на использование данного напитка на Национальном Мультикультурном Фестивале.
На Канберрской церемонии вручения премий «People’s Choice Awards» в 2013 году прозвучало название Национального Мультикультурного Фестиваля как самого знаменитого и привлекательного события.
Как правило, во время проведения фестиваля погода жаркая и сухая, в связи с чем, в 2014 году организаторам проходилось раздавать более 18 тысяч бутылок с водой участникам фестиваля.
Со временем фестиваль рос и стал самым успешным интернациональным фестивалем в Австралии. По сообщениям, событие 2014 года принесло экономике государства 5 миллионов и способствовало привлечению 10 000 человек из других штатов и стран в Канберру.

## Фестиваль искусств Фриндж
В промежутке между 2004 и 2009 годами, фестиваль Фриндж был бесплатным событием, представляющим часть Мультикультурного Фестиваля. В 2009 году, министр культуры Джон Харгривз сообщил что время проведения мультикультурного фестиваля будет сокращено до трёхдневного мероприятия а Фестиваль Фриндж станет частью Национального фольклорного фестиваля.
Национальный Мультикультурный Фестиваль 2013 года стал первым мероприятием совместным с фестивалем Фриндж с 2009 года. В том году фестиваль Фриндж проходил в течение всего одного дня; бюджет на проведение мероприятия был выделен из государственного фонда искусств на конкурентной основе.
В 2014 году фестиваль Фриндж продолжил своё существование; в том году, постановщиком фестиваля был Джориан Гратнер, которого министр культуры Джой Берч безо всякой конкуренции назначил на данную позицию.
Джориан Гарднер известен, например, тематическим бурлескным стриптиз-шоу в представлении танцовщицы, одетой как Гитлер, с золотыми крыльями, танцующей под песню Gangnam style. Данное представление привлекло внимание представителей общественности своей противоречивостью, например лидер оппозиции Джереми Хансон, требующий ухода в отставку или увольнения министра культуры Джоя Берча за приглашение такого постановщика, или, например, лидер культурной оппозиции Джулия Гонес, окрестившая представление как оскорбительное и расистское.